# Prostominia scotti
Prostominia scotti is een keversoort uit de familie platsnuitkevers (Salpingidae). De wetenschappelijke naam van de soort werd in 1914 gepubliceerd door Antoine Henri Grouvelle.